# Comuna Porumbești, Satu Mare
Porumbești (în maghiară Kökényesd) este o comună în județul Satu Mare, Transilvania, România, formată din satele Cidreag și Porumbești (reședința).

## Demografie
Componența etnică a comunei Porumbești
     Maghiari (71,17%)
     Romi (20,62%)
     Români (1,86%)
     Alte etnii (0%)
     Necunoscută (6,35%)
Componența confesională a comunei Porumbești
     Greco-catolici (51,35%)
     Romano-catolici (30,61%)
     Penticostali (8,34%)
     Reformați (1,74%)
     Ortodocși (1,1%)
     Alte religii (0,25%)
     Necunoscută (6,6%)
Conform recensământului efectuat în 2021, populația comunei Porumbești se ridică la 2.362 de locuitori, în scădere față de recensământul anterior din 2011, când fuseseră înregistrați 2.530 de locuitori. Majoritatea locuitorilor sunt maghiari (71,17%), cu minorități de romi (20,62%) și români (1,86%), iar pentru 6,35% nu se cunoaște apartenența etnică. Din punct de vedere confesional, majoritatea locuitorilor sunt greco-catolici (51,35%), cu minorități de romano-catolici (30,61%), penticostali (8,34%), reformați (1,74%) și ortodocși (1,1%), iar pentru 6,6% nu se cunoaște apartenența confesională.

## Politică și administrație
Comuna Porumbești este administrată de un primar și un consiliu local compus din 11 consilieri. Primarul, Zoltán Tóth[*], de la Uniunea Democrată Maghiară din România, este în funcție din 2016. Începând cu alegerile locale din 2024, consiliul local are următoarea componență pe partide politice:
|  | Partid                                     | Consilieri | Componența Consiliului | Componența Consiliului | Componența Consiliului | Componența Consiliului | Componența Consiliului | Componența Consiliului | Componența Consiliului | Componența Consiliului | Componența Consiliului |
|  | ------------------------------------------ | ---------- | ---------------------- | ---------------------- | ---------------------- | ---------------------- | ---------------------- | ---------------------- | ---------------------- | ---------------------- | ---------------------- |
|  | Uniunea Democrată Maghiară din România     | 9          |                        |                        |                        |                        |                        |                        |                        |                        |                        |
|  | Forța Civică Maghiară - Magyar Polgári Erő | 2          |                        |                        |                        |                        |                        |                        |                        |                        |                        |